# (4253) Märker
(4253) Marker, désignation internationale (4253) Märker, est un astéroïde de la ceinture principale.

## Description
(4253) Marker est un astéroïde de la ceinture principale. Il fut découvert le 11 octobre 1985 à l'Observatoire Palomar par Carolyn S. Shoemaker. Il présente une orbite caractérisée par un demi-grand axe de 2,62 UA, une excentricité de 0,18 et une inclinaison de 14,5° par rapport à l'écliptique.

## Compléments